# Галкін Олександр Олександрович (шахіст)
Олександр Олександрович Галкін (2 лютого 1979, Ростов-на-Дону, СРСР) — російський шахіст, гросмейстер (1997). Чемпіон світу серед юніорів (1999).

## Громадська позиція
14 серпня зробив заяву на захист незаконно ув'язненого у Росії українського режисера Олега Сенцова, який продовжує безстрокове голодування.

## Зміни рейтингу
| На цьому місці має відображатися графік чи діаграма, однак з технічних причин його відображення наразі вимкнено. Будь ласка, не видаляйте код, який викликає це повідомлення. Розробники вже працюють для того, щоби відновити штатне функціонування цього графіка або діаграми. | |
| | На цьому місці має відображатися графік чи діаграма, однак з технічних причин його відображення наразі вимкнено. Будь ласка, не видаляйте код, який викликає це повідомлення. Розробники вже працюють для того, щоби відновити штатне функціонування цього графіка або діаграми. |